# Asli Hassan Abade
Asli Hassan Abade (en somalí: Asli Xasan Cabaade; en árabe: عسلي حسن آباد‎; Buloburde, Somalia, 1 de enero de 1958) es una piloto de la fuerza aérea somalí, figura militar y activista civil. Fue la primera mujer africana piloto de una Fuerza Aérea en toda África y Medio Oriente y la primera y hasta ahora la única mujer piloto en la Fuerza Aérea de Somalia (SAF). En octubre de 2009, vivía en el estado estadounidense de Texas.

## Biografía
Asli Hassan Abade nació el 1 de enero de 1958 en Buloburde (Somalia). Proviene de una familia muy involucrada en el servicio público con muchos oficiales militares de alto cargo, en su mayoría antes de la guerra civil. Fue educada inicialmente en Somalia, luego en Italia y finalmente en Estados Unidos donde se formó como piloto. Debido a la influencia de su familia, decidió convertirse en la primera y, hasta ahora, única mujer piloto militar en la Fuerza Aérea de Somalia. Abade realizó su primer vuelo en solitario el 9 de septiembre de 1976. Trabajó para la Fuerza Aérea durante más de 10 años (desde 1976 hasta finales de 1992) hasta que se vio obligada a abandonar el país debido a la guerra civil somalí.
Se marchó a Estados Unidos, donde se casó con un ingeniero aeronáutico estadounidense y formó una familia en el área metropolitana de Dallas-Fort Worth-Arlington en Texas. Después, estudió para Asistente Médico, obtuvo una Maestría en Trabajo social con los Asilados y otra Maestría en Administración. habla siete idiomas, y trabaja principalmente como intérprete en diferentes hospitales y escuelas.
A mediados de la década de 2000, Abade emprendió una campaña de paz, alentando a los legisladores a unirse y poner fin al largo conflicto civil en su Somalia natal. Al asistir a todas las funciones políticas importantes vestida con los colores de la bandera somalí, se ganó el respeto de los asistentes. Por sus esfuerzos en el proceso de reconciliación que tuvo lugar en la vecina Arta, Yibuti, que vio el establecimiento del Gobierno Federal de Transición, se le otorgó el sobrenombre de Calansida («La abanderada»).
Asli Hassan Abade, regresó de forma permanente a Somalia en julio de 2017 después de más de dos décadas en el extranjero.
Abade se describe a sí misma como una «patriota», y como «una dama fuerte», por su experiencia militar.